# مهران موسوی
سید مهران موسوی (زاده ۳۱ فروردین ۱۳۷۰ در کرج) بازیکن فوتبال اهل ایران است که در پست مدافع میانی برای باشگاه فوتبال فجر شهید سپاسی در لیگ برتر خلیج فارس بازی می‌کند.